# Альтварп
Альтварп (нем. Altwarp) — община в Германии, в земле Мекленбург-Передняя Померания.
Входит в состав района Иккер-Рандов. Подчиняется управлению Ам Штеттинер Хаф. Население составляет 565 человек (2009); в 2003 г. — 675. Занимает площадь 32,51 км².
Несколько месяцев 1945 года находился в составе Польши.
| Год  | Население |
| ---- | --------- |
| 1991 | 891       |
| 1995 | 783       |
| 2000 | 731       |
| 2005 | 625       |
| 2010 | 545       |